# LGBTの社会運動

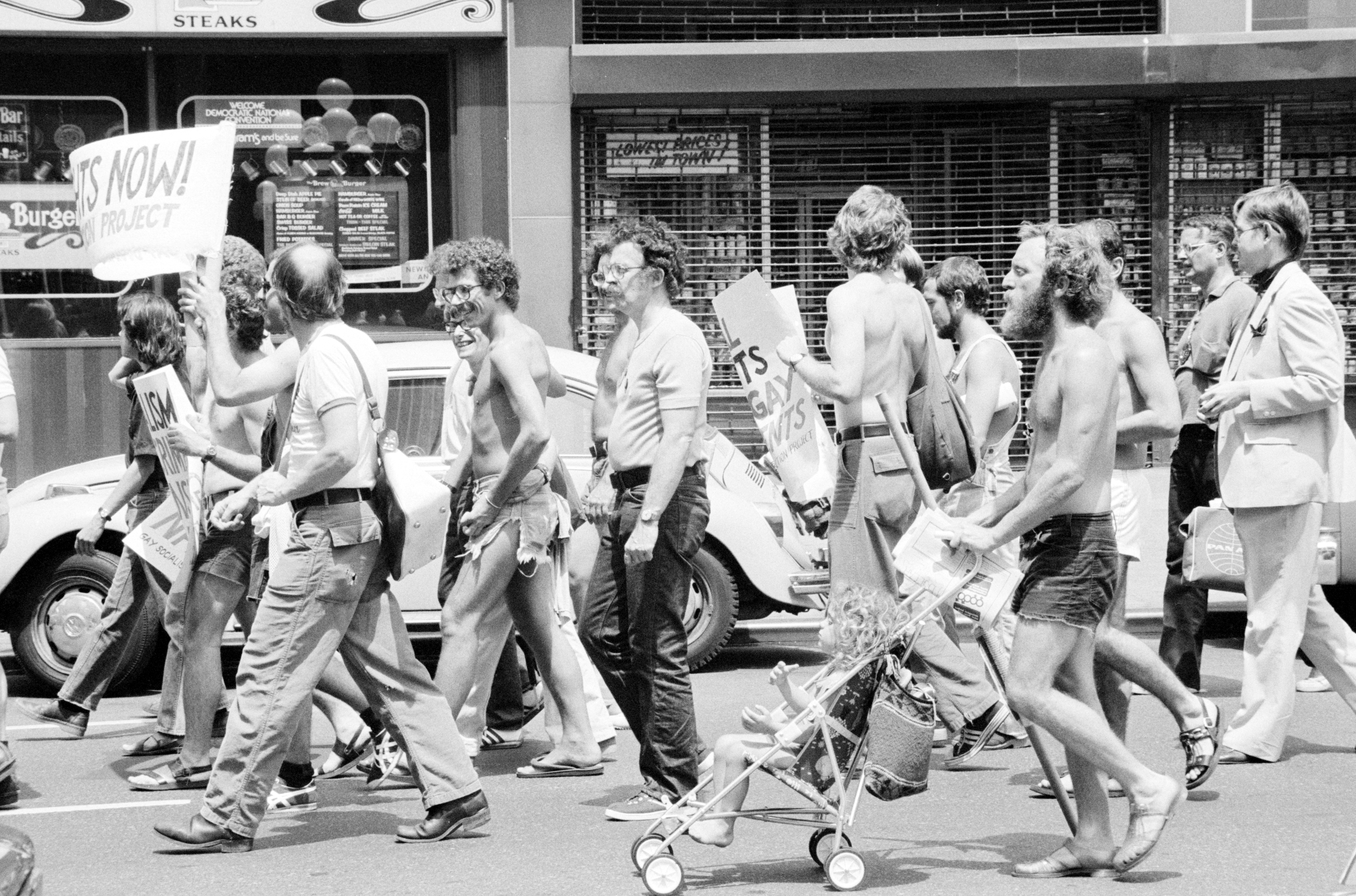
1976年7月、ニューヨーク市開催の民主党全国大会の際に行われた、ゲイの権利を求めるデモンストレーション。

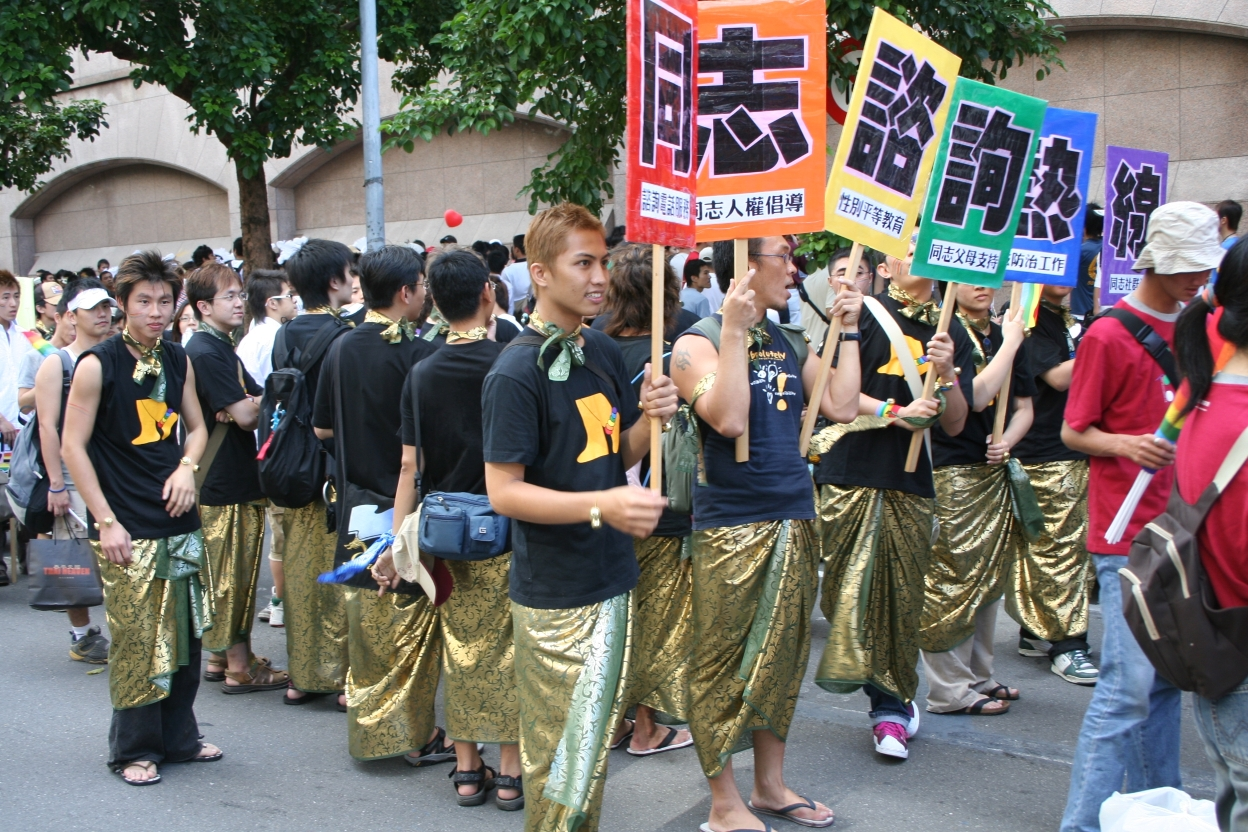
2005年に台北市で行われた台北同志遊行に参加する台灣同志諮詢熱線の人々。

LGBTの社会運動（LGBTのしゃかいうんどう、英語: LGBT social movements）は、LGBT（レズビアン、ゲイ、バイセクシャル、トランスジェンダー）などの性的少数者の社会的な受容・認知・権利を目標として共有して改善を求める行動を指す。
LGBTの人々とストレート・アライ（異性愛の支援者）が「LGBTの権利」（「ゲイの権利」「ゲイとレズビアンの権利」とも呼ばれる）の向上を求める組織的運動を行ってきた。これまでに様々なコミュニティが単独または団結して活動がなされてきた。それらにはゲイ解放運動やレズビアン・フェミニズム（en）、クイアムーブメント、トランスジェンダー運動（en）がある。
今日ではLGBT運動は政治的運動や文化的運動の広範囲にわたり、ロビー活動やデモ活動、社会グループの構築や、グループやコミュニティが開催するイベントの支援、雑誌、映画や文学、学術研究と著述や、ビジネス活動などの分野で組織的に行われている。

## 概要
社会学者のマリー・バーンシュタインは、「レズビアンとゲイの運動について、文化的な目標は（これだけに限らないが）『男らしさ』『女らしさ』『ホモフォビア』『異性愛核家族の優位』（Heteronormativity）といった支配的な解釈に異議を申し立てることである。政治的な目標は法改正と新たな権利に政治家の関心を集め、支援と危害からの保護を求めることである。」と著している。バーンシュタインは運動は市民レベルおよび政治的レベルの両面においてそれぞれ別の課題が存在している点を強調している。

## 運動の対象者と主張

### 運動の対象者
LGBTの人々やその支援者全てを代表する組織は今のところ存在しないが、世界規模でゲイ・プライドイベントの連携や調整を行うインタープライド（InterPride、en）と、国際連合と共にLGBTやHIV陽性者への人権侵害解消に取り組んでいる国際同性愛者人権委員会（IGLHRC、en）の2つの組織の両方が広くLGBTコミュニティと関連団体全体を包括する存在とみなされている。
また何を運動の厳密な定義とするか、その他の社会運動と同様にLGBT運動の間でも意見の相違が存在している。1970年代から90年代のレズビアン・ゲイ運動のリーダー達はLGBTコミュニティの中に区分を作って男性的なレズビアンや女性的なゲイ、トランスジェンダーやバイセクシャルの世間の関心から外そうとした。
LGBT運動はゲイ、バイセクシャル、トランスジェンダーの人々を少数者集団や集団という固定的分類を使ってある種のアイデンティティ戦略を行うことがよくある。これらは自由や機会平等化といった政治的な自由主義を目標とし、社会におけるその他の集団と同じレベルで政治の主流に上がることを目的とする際に利用されている。
しかしながらLGBT運動の一部は政治的独自性が限定的で不完全であるとの批判を受けることがあり、クイアムーブメントの一部からはゲイ・レズビアンの区分が限定的であり、脱構築の必要があるとの批判を行っている。これは「常に非異性愛者が劣っていると決めつけている文化システムへの疑問の投げ掛けというよりもむしろ強化である。」のなど主張などで見られる。

### 運動における主張
この社会運動は一般的にLGBTの人々の社会的平等（Social equality）が目標として掲げられているが、一部の運動はLGBTコミュニティの形成に焦点を絞ったり、より社会的な範囲の広い「性的抑圧」（Sexual norm）からの解放を目的としたものも存在する。
レズビアン、ゲイ、バイセクシャル、トランスジェンダー、インターセックスの人々とその他の人々と間における共通益の共有と協調についての議論が行われている。性的指向や性同一性は生まれつきのものはなく意図的に変更できるとして、ゲイ、レズビアン、バイセクシャルの人々を異性愛者に、もしくはトランスジェンダーの人をシスジェンダーに矯正させようとする試み（転向療法）は、LGBTコミュニティにとって有害であり、専門家から批判されている。

## 歴史

### 1860年以前
18世紀および19世紀のヨーロッパでは、同性間の性行動と女装は広く社会的に認められていなかったと考えられ、ソドミーや奢侈禁止令などで重罪とされていた。しかしながらいくつかの例外もある。17世紀において女装は演劇などではみられ、例えばシェイクスピアの演劇では多くの場面でみられた。またイギリス・ルネサンス演劇の女性役は男性が行い、通常は思春期前の少年が行っていた。ヴォルフガング・アマデウス・モーツァルトのアポロとヒュアキントゥスもそのリブレットがスパルタ王の娘メリアへの愛によって原作の少年愛的な傾向を緩和しようと編集されたが、その上演はメリアも含めすべて少年によって行なわれた。
この時代において、ポーランド・リトアニア共和国は同性愛を犯罪化したことがなかった。
18世紀のポーランドはセクシャリティの考え方に寛容な啓蒙思想が示され、著名人の同性愛行為や異性装は噂となっていた。
彼らのスキャンダルが人々の注目を浴びたが、告発されることはなかった。例としてポーランドの最後の王スタニスワフ2世アウグストは若い頃に英国大使と関係を持ったと述べている。
ポーランド分割後のポーランド領域はロシア帝国とオーストリア＝ハンガリー帝国、プロイセン王国の管理下に置かれ、これらの国では同性愛行為が違法とされた。それにもかかわらず、ポーランドのフェミニズム運動（en）の設立者で作家のNarcyza Żmichowska（en）は彼女の著書にて自身の私的な体験を綴っているなど、著名人の同性愛関係は知られている。
18世紀の作家トマス・カノン（en）は英語で書かれた同性愛を擁護した出版物のなかで最も古いと思われる『Ancient and Modern Pederasty Investigated and Exemplify'd』（1749年）を著している。同じく18世紀の社会改革論者ジェレミ・ベンサムは1785年頃に当時「buggery」に絞首刑を科していたイギリスにおける同性愛法の修正を唱えた最初の人物として知られた。しかしながら彼は報復を恐れ、1978年まで小論は出版されなかった。
ベンサムに影響を与えた世俗的ヒューマニズムの新たな流れはフランス革命にも繋がり、新しく成立した憲法制定国民議会は後の1792年のフランス第一共和政の政策や法につながる草案作りを始めた。パリの急進的グループ 「sodomite-citizens」（ソドミーの市民）がフランス革命の指導組織国民公会に自由と承認を請願した。1791年にフランスはフランス民法典の起草者で同性愛者のジャン＝ジャック・レジ・ド・カンバセレスの活動によって同性愛を非犯罪化した最初の国家となったと考えられているが、彼の同性愛法への直接的な関与については議論がある。
フランス革命の後、ナポレオンの影響下にあったフランス民法典から解放されたカトリックの国々の反聖職者達はソドミー法を廃止できる可能性が生まれた。しかしながらプロテスタントの国々では教会の権威による圧力はそれほど厳しくなく、教義に起源を持つ法に対する集団的な拒否反応はなかった。その結果として、多くの国では20世紀後半までソドミーに関する規制が残った。後の時代のナチズムの法学者ルードルフ・クラーア（Rudolf Klare）は同性愛行為に何の罰も与えないラテンアメリカの国々（フランス、スペイン、イタリア、ポーランド）よりも厳しい反同性愛の規範を持つチュートン（ここではドイツ、イングランド、アメリカの州域の意味）の方が道徳的な卓越性が高いと称賛していた。
多くのネイティブアメリカンの文化でも広く今日のトランスジェンダーやバイセクシャル、ホモセクシャルといった用語と変わらない性質を持ち男女両方の特性を体に宿した人物として尊敬される人々が存在していた。（詳しくはen:two-spiritを参照）
1830年には、ブラジル帝国の新刑法がソドミーを犯罪としてきた『Ordenações Philipinas』の継承を行わなかった。
1833年に、無名の英語著者がロンドンでソドミーにより死罪となったCaptain Nicholas Nichollsという人物を擁護する詩を著した。
Whence spring these inclinations, rank and strong?
（どこから反発はやってくるのか、下品で精力的だから？）
And harming no one, wherefore call them wrong?'
（誰も傷つけてないのに、悪いというの？）
3年後のスイスでは、Heinrich Hössli（en）が『Eros: Die Männerliebe der Griechen』（エロス：ギリシャの男性愛）を著し、同じく同性愛を擁護している。

### 1860年–1944年

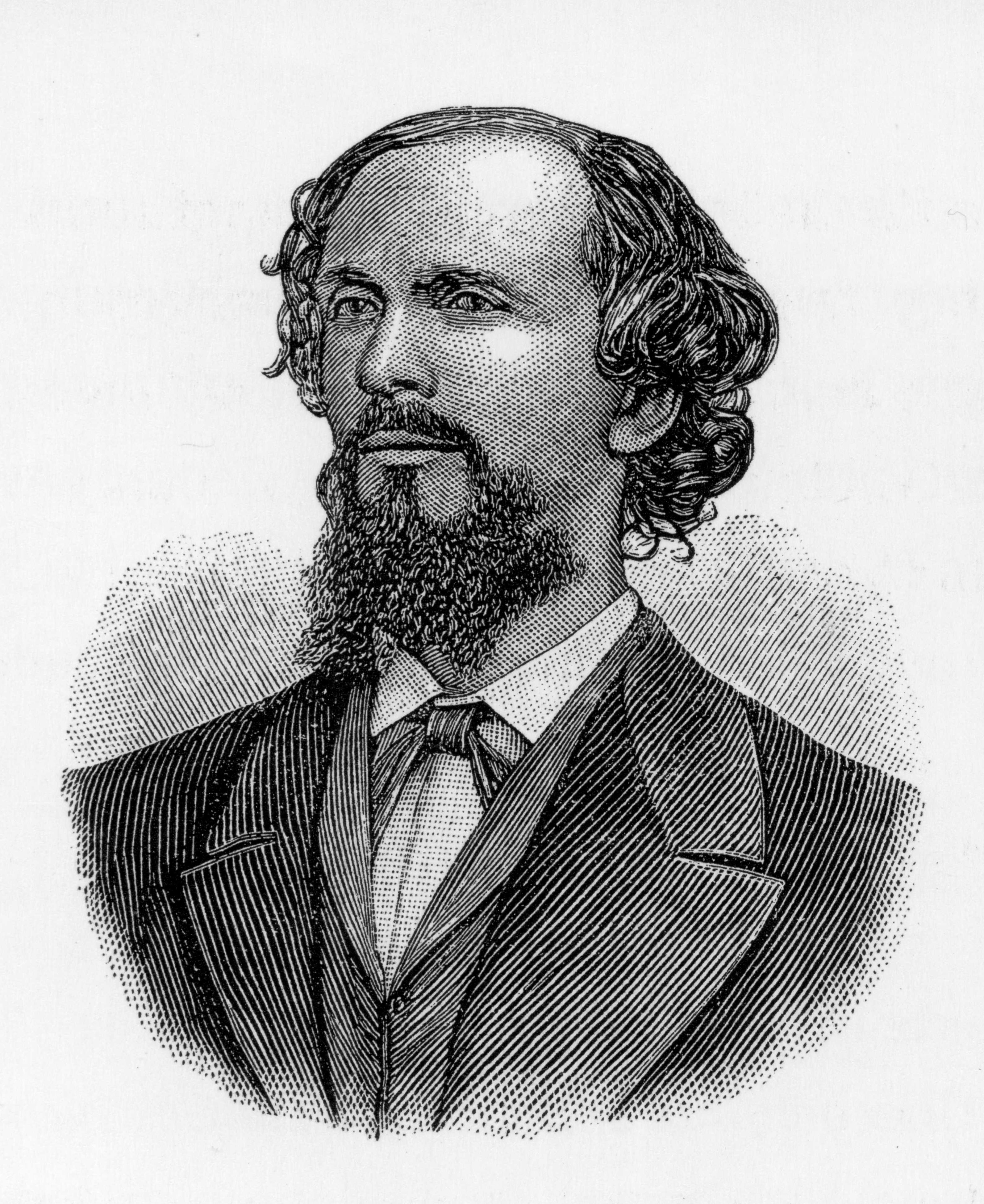
1860年代のドイツのゲイ権利活動家カール・ハインリヒ・ウルリヒス

1870年代から、その他の国でも社会改革論者が同性愛の擁護を始めたが、彼ら自身の性自認は秘密にされたままだった。「カイロネイア団」（Order of Chaeronea）と呼ばれたイギリスの匿名団体は同性愛の合法化を目指すキャンペーンを行った。作家のオスカー・ワイルドは19世紀末の数十年間、同会のメンバーであった。
1890年代にイギリスの社会主義思想家で詩人のエドワード・カーペンターとアナキストのジョン・ヘンリー・マッケイ（en）は同性愛とアンドロジニー（androgyny）の擁護を著し、カーペンターとイギリスの同性愛権利支持者のジョン・アディントン・シモンズ（en）はハヴロック・エリスの著書『性倒錯』の制作に寄与した。同書は「倒錯」を容認したため、イギリスでは初版時に規制処分を受けた。
ヨーロッパとアメリカでは、「フリー・ラブ」（en）と呼ばれる広範囲の運動が1860年代から起こり、第一次フェミニズム運動（en）や社会自由主義的急進派を生み出した。彼らは性的抑制を規範とするヴィクトリアン・モラリティ（en）や女性を家庭や結婚に押し込めるという観点から伝統的制度を批判した。20世紀前半にもアナキストで同性愛擁護や法的弾圧の異議を申し立てをしていたエマ・ゴールドマンなど、フリー・ラブの支持者は存在している。
1897年に、ドイツ人医師で作家のマグヌス・ヒルシュフェルトは同性愛を犯罪とする刑法175条の反対運動のために科学人道委員会（en）を組織した。アドルフ・ブランド（en）はヒルシュフェルトの、男性間の性行為を単に男らしい力強さや男性の社会的結合形成といった側面で考える「中間の性」（en）という医学的視点との考え方の違いを理由に後に組織から離れている。ブランドは最初に「アウティング」を政治的戦略で使った人物で、ドイツ首相ベルンハルト・フォン・ビューローが同性愛行為を行っていると主張していた。

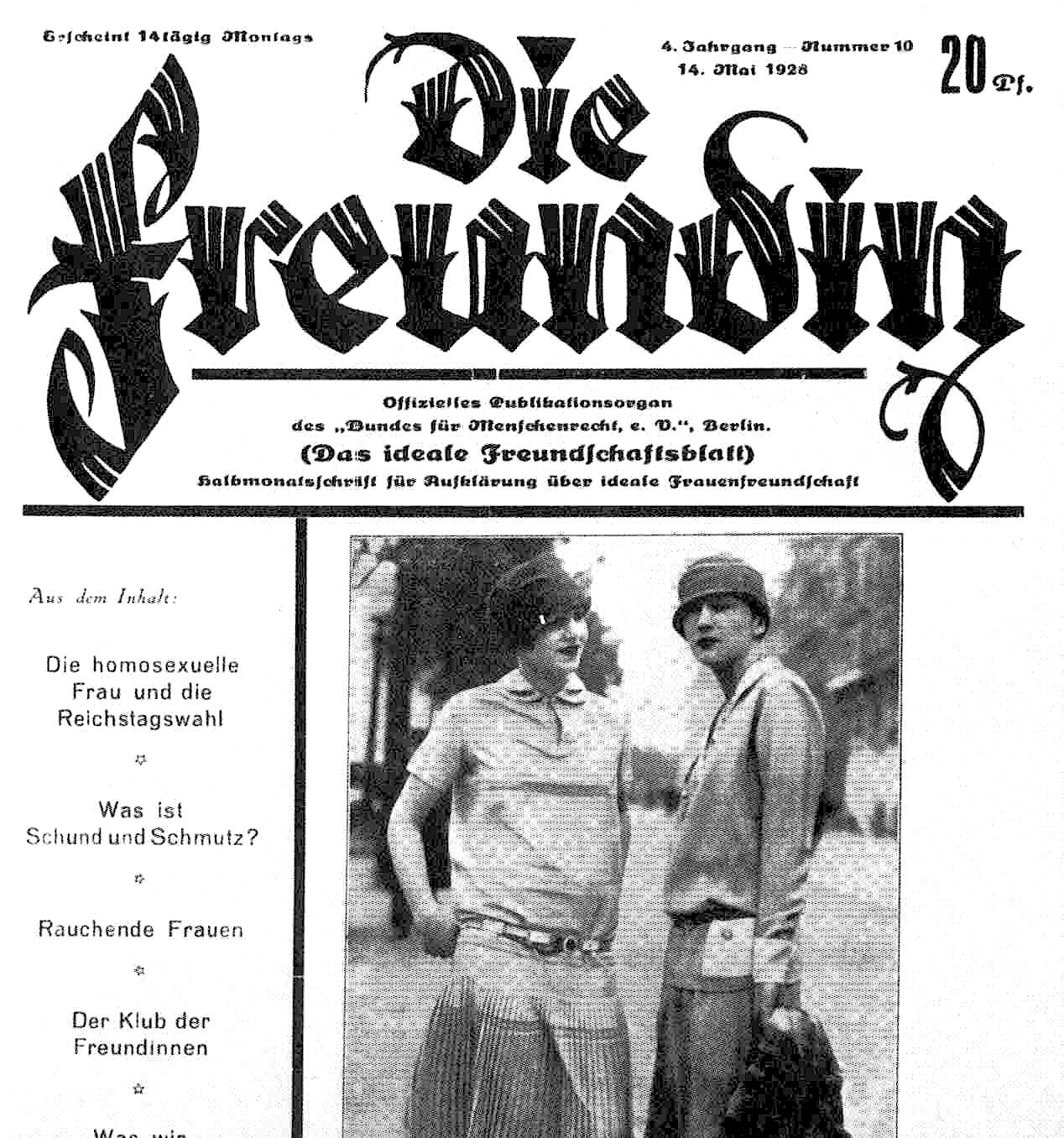
ドイツの雑誌『Die Freundin』(ガールフレンド)1928年5月14日号

1901年にAimée Ducによる著書『Sind es Frauen? Roman über das dritte Geschlecht'』（これは女性なの？第三の性に関する小説）は政治論文的な小説で、同性愛や女性のトランスジェンダー性についての病理的理論を批判する内容が記述されていた。
1904年にヒルシュフェルトから依頼されアンナ・ルーリング（Anna Rüling）が公開スピーチを行い、女性レズビアンの最初の活動家となった。彼女は「男性、女性、同性愛者」という3種類の性差を述べ、女性の連帯と性改革を呼びかけたが、このスピーチは彼女の活動の中で知られている唯一のものである。ドイツ政府が刑法175条の違法性行為を女性にも拡大適用する動きを見せると、1910年頃にはそれまで男性が支配していた性改革運動にも女性が加わり始めた。異性愛者のフェミニストのリーダーであったヘレーネ・シュテッカー（en）はこの運動に加わった著名人として知られるようになった。フリードリッヒ・ラッズワイト（en）はベルリンにてLGBT小説や雑誌『Die Freundin』を発行していた。
ヒルシュフェルトは人生をトランスセクシャルやトランスヴェスタイトおよび同性愛者の社会向上に捧げ、性学研究所（en）を1919年に設立した。研究所は膨大な数の調査を行い、数千のトランスジェンダーや同性愛者のクライアントが相談に訪れ、また性教育や避妊、女性の権利などを含む幅広い性改革の支援を行っていた。しかしながらこの動きはナチズムの隆盛により大幅に覆され、1933年に研究所と資料庫は破壊された。スイスのジャーナル紙『Der Kreis』はナチス時代に活動を行っていた。
1917年のロシアの十月革命では同性愛が非犯罪化された。それまで経済的・社会的に遅れを取っていたロシアでは性的な面でも慎重な傾向が好まれていた。この動きは性の解放や中絶の合法化、離婚の容認、女性の権利平等化や家事の社会化の試みなどを含む女性の権利拡張といった大きなものとなった。しかしながらスターリン時代にロシアはこの解放政策を翻し、同性愛の再犯罪化や同性愛男性の投獄、中絶の禁止化などが実施された。
アメリカでは、20世紀の中盤までに同性愛者の権利拡大を求める数多くの秘密団体や半秘密団体が組織されたが、小規模であまり知られることはなかった。歴史的なものとしては1924年にシカゴでヘンリー・ガーバー（en）によって「The Society for Human Rights」（en、人権協会）が設立後間もなく抑圧された例がある。
1918年のポーランド第二共和国の成立によってナポレオン的規範が復興したが、1932年に成立した刑法では同性愛を犯罪とする項目は記載されなかった。警官は品位にかける淫らな行為（gross indecency）を規制する法律を根拠に同性愛行為を取り締まったが、ポーランドのゲイ・コミュニティは作曲家カロル・シマノフスキや詩人Bolesław Leśmian（pl）、小説家のヤロスワフ・イヴァシュキェヴィッチ、作家の Maria Dąbrowska（pl）といった多くの重要な著名人と共に根付いたが、1939年のポーランド侵攻によって終わりを告げた。

### 1945年–1968年
第二次世界大戦が終わると間もなく同性愛の権利を求めるグループがイギリス、フランス、ドイツ、オランダ、スカンディナヴィア諸国、アメリカ合衆国といった西側諸国で復興した。これらのグループは恋愛や性交渉の分野において「同性愛者」という用語に「homosexual」（ホモセクシャル）よりも「homophile」（ホモファイル）を主に好んだ。ホモファイル運動（Homophile movement）は1940年代後半のオランダとデンマークで始まったのち1950年代まで続き、1960年代にはスウェーデン、ノルウェー、アメリカ合衆国、フランス、イギリスやその他の国に波及した。ONE, Inc.（en）はアメリカ国内における最初の公共同性愛者組織であり、トランスセクシャル男性で富豪のリード・エリクソン（en）が資金提供を行っていた。アメリカのトランスジェンダーの権利を訴えるジャーナル紙『Transvestia: The Journal of the American Society for Equality in Dress』も1952年に2冊を出版している。
ホモファイル運動は社会受容の政治システムにおける影響力を向上するためにロビー活動を行っていた。後の1970年代の急進派は、同化戦略を行っていた同性愛者グループを評価しなかった。この時代のデモンストレーションは整然として礼儀正しく行われていた。1969年までに数多くの同性愛者団体と出版社がアメリカ国内に存在するようになり、国際組織が成立しつつあったが、メディアでは全く取り上げられることはなかった。1965年にフィラデルフィアの独立記念館前でゲイマーチが行われ、これが現在のゲイ権利運動の始まりとされる。一方で1966年のサンフランシスコではテンダーロイン地区（en）のカフェテリアにてトランスジェンダーと警官の間での暴動事件「コンプトンズ・カフェテリアの反乱」が発生した。
ソビエト化後のポーランド人民共和国では、1948年に法規定による性的同意年齢が同性間/異性間を問わず15歳に規定された。しかしながらカトリック教会の強い影響力によって同性愛の公表はスキャンダル事件として扱われていた。
ゲイの詩人 Grzegorz Musiał はイェジ・アンジェイェフスキの最後の小説の出版に際して、同性愛に関する検閲を受けることで公式な発行を行うことができた。同性愛を扱う公式/地下出版によってゲイ・サブカルチャーは成長したが、一方でセクシャリティに対する伝統的な保守姿勢の価値観で秘密警察による嫌がらせや個人への弾圧が行われていた。
西洋以外では日本で、1950年代初頭に三島由紀夫らが関わった男性同性愛サークル「アドニス会」が発足し、会員制ゲイ雑誌「アドニス」も1952年9月に刊行された。その後1950年代から60年代には、「同好」「薔薇」などその他の会員制ゲイ雑誌や、男性同性愛やトランスセクシュアル専用ページを常設した「風俗奇譚」も創刊された。

### 1969年–1974年
60年代のアメリカ国内ではブラック・パワー（en）やベトナム反戦運動が発生し、フランスでは1968年に五月革命が発生した。また世界的に第二次フェミニズム運動（en）が発生するなど、新しい社会運動という社会変革を求める機運が巻き起こった。これらに刺激を受けた一部のLGBT活動家はより急進的になり、この10年間の間に「ゲイ解放運動」と呼ばれる現象が起こった。
1969年のニューヨークにて、バーに居合わせたトランスセクシャル、ブッチ&フェム（en）のレズビアン、ドラァグ・クイーンやゲイ男性などの客が警官の強制捜査に対して抗議の暴動を起こした「ストーンウォールの反乱」は、この後続く新たな時代の幕開けとなった出来事とされる。またすでに始まっていたゲイ解放運動におけるピークとなった事件でもあった。
1971年、日本で東郷健が同性愛者であることを公表して参院選挙に初立候補し、ゲイの存在をアピールした。
1972年にスウェーデンはトランスセクシャル性別変更を立法的措置によって合法とする最初の国になり、ホルモン治療の自由化や性的同意年齢の15歳統一化などを行った。
ストーンウォールの直後に「ゲイ解放戦線」（Gay Liberation Front、GLF）や「ゲイ活動家同盟」（Gay Activists Alliance、GAA）といったグループが組織された。彼らの使った「gay」（ゲイ：身を持ち崩した）という単語は悪びれない抵抗を象徴する言葉となり、「straight」（ストレート：きちんとした）の反意語として、当時の価値観で「通常」とされていた以外のセクシャリティやジェンダーを広く網羅する言葉となり、トランスジェンダーや、既存の解釈において「誰もが持つバイセクシャル性を解放した人物」をも含んでいた。ゲイ解放運動の研究家のトビー・マロッタ（Toby Marotta）によると「彼らの政治的姿勢は同性愛者というよりも解放運動家的であった」という。この時代の運動家は「Out, loud and proud」（声高に、誇りを持って外へ飛び出そう）と口にしながらストリートシアター（en）を行うのに熱心になっていたと伝わっている。GLFは『A Gay Manifesto』（同性愛宣言）を発表し、生まれて間もないゲイ解放運動の目標として表した。1969年に知識人ポール・グッドマン（en）は『The Politics of Being Queer』を出版した。
GLFの支部は米国内や西側諸国のその他の国に設立され、フランスでは1971年にギィー・オッカンガム、フランソワーズ・ドボンヌ、クリスティーヌ・デルフィ、ダニエル・ゲラン、ピエール・アーン、ローラン・ディスポ、エレーヌ・アゼラ、ジャン・ル・ビトゥー、ルネ・シェレールらにより同性愛革命行動戦線(FHAR) が結成され、女性、男性の同性愛者のグループが共闘することになり、デルフィはさらに同じ71年にモニック・ウィティッグ、マリー＝ジョ・ボネらとともにラディカル・フェミニスト・レズビアン運動「赤いレズ」を結成した。
この運動によってもたらされた価値観の一つがゲイ・プライドである。ストーンウォールの数週間後に、マンハッタンの南側でオスカー・ワイルド書店（en）を経営していたクレイグ・ロッドウェル（en）は1965年からフィラデルフィアで行っていたピケ「アニューアル・リマインダー」（en）を取りやめてストーンウォールを悼ぶために動き始めた。1969年9月に、クレイグとエレン・ブローディが率いる地元のレズビアン支援者はフィラデルフィアで開催された「Eastern Regional Conference of Homophile Organizations」（ERCHO、同性愛者団体の東地域会議）のミーティングに参加し、同地で翌年の独立記念日（7月4日）に予定されていたアニューアル・リマインダーをストーンウォール暴動の最初の記念行事にする提案を行った。クレイグとこのイベントのために立ち上げた委員会は翌年の6月末にストーンウォール暴動の記念行事開催を決め、9ヶ月をかけて準備を始めた。それまでに組織された他の解放運動グループ（the Gay Liberation Front、Queens、the Gay Activists Alliance、Radicalesbians、STAR、for Street Transvestites Action Revolutionaries）からも同性愛者による記念イベントの開催を求る声が上がった。クレイグと委員会はこれを受け入れて最初のゲイ・プライド・ウィークが開催された。企画委員会の幹事は国内の都市にある活動リーダーたちに議事録を送った。ロサンゼルスでは最初のゲイ・プライド・デイに盛大なパレードが開催され、サンフランシスコとシカゴ、ボストンでは小規模なデモンストレーションが行われた。GLFの初期リーダーのブレンダ・ハワード（en）の下でストーンウォール暴動を記念して毎年開催されたマーチングがプライド・パレードとして知られるようになった。
1970年代以降の活動家はアメリカ精神医学会が『精神障害の診断と統計マニュアル』で同性愛を精神疾患とする内容に抗議を行い、1974年に同性愛は「性的指向障害」区分から「自我異和質的同性愛」に置き換えられて疾患から削除されたが、「性同一性障害」は残された。

### 1975年–1986年
1970年代初頭の急進的なゲイ解放運動は次第に衰退する。代わってホモファイル時代の運動を継承し、社会的少数者としてのゲイやレズビアンらが公民権（civil rights）の獲得を求める運動である「ゲイ・ライツ・ムーブメント」（Gay Rights Movement）が生まれた。ベルリンでは急進的な「Homosexuelle Aktion Westberlin」（HAW、en、西ベルリン同性愛運動）が「Allgemeine Homosexuelle Arbeitsgemeinschaft」（AHA-Berlin、en、全国同性愛連合）の登場によって勢いを失った。
ゲイ・レズビアンの権利支持者は、個人の性的指向が自身のジェンダーを反映していない：即ち「自分の性自認を男性と認識しなくても、男になれるし男に欲望することもできる」、これは女性に置き換えても同様であると主張している。ゲイとレズビアンは全ての面で等しいと認識されたが、私的な性行動については違っており、男らしい "bar dykes" と派手な "street queens" というネガティブなステレオタイプが存在していた。ベテランの活動家のシルビア・リベラ（en）やベス・エリオット（Beth Elliot）はトランスジェンダーを理由に運動から外されてしまった。
日本では1970年代に薔薇族など多くの商業ゲイ雑誌が創刊され、LGBT団体も多く生まれた（詳細は後述。具体的には、1976年11月に「日本同性愛者解放連合」、1977年3月には「フロントランナーズ」が結成された。1977年5月はゲイマガジン「プラトニカ」が発刊され、同誌を母体に「プラトニカ・クラブ」も結成された。1979年3月、このプラトニカクラブから数人が参加してJGC（ジャパン・ゲイ・センター）が結成された。1979年には、東郷健が「雑民党」の前身の「雑民の会」を設立した。雑民党は同性愛者を中心に他の社会的少数者を含めた団体だった。
1977年に著名なミス・アメリカ出場者でオレンジジュースのスポークスマンであったアニタ・ブライアントは「Save Our Children」というゲイ解放運動を差し戻すキャンペーンをフロリダで開始した。彼女は公立学校の教師が同性愛であった場合に免職をする法律の請願を行う団体を設立した。

レインボーフラッグは1978年のゲイ・パレードで初めて使われたが、当時は8色で構成されていた。

1979年に、スウェーデンの一部の人々の間で同性愛を疾患とする区分に対して抗議が起こった。この抗議運動で活動家がスウェーデン保健福祉庁を占拠する事件が起こった。この数ヶ月後に、スウェーデンは同性愛を病気から除外した最初の国となった。
1970年代中盤から1980年代中盤にかけて最も影響力の大きかった「レズビアン・フェミニズム」（en）は、女性達が男性よりも女性に多くのエネルギーを与え、フェミニズムの理論に基づくレズビアニズムの提唱を後押した。ゲイ解放運動と同様に、「全ての女性が持つレズビアンの潜在性」への理解は同性愛権利運動におけるマイノリティ権利の枠組みと対立を起こしていた。ゲイ解放運動に参加していた多くの女性は男性による運動の支配に不満を感じており、独立組織を創設した。男女のジェンダー差を感じた一部の人はジル・ジョンソン（en）が1973年に著した『Lesbian Nation』の様な著作に影響を受けた「レズビアン分離主義」が成熟しても解消されなかった。政治哲学との間の意見の相違はこの時点で一層加熱を帯び、サドマキズムや売春、トランスセクシャリティと衝突する「lesbian sex wars」として知られるようになり「gay」という用語はより強固に同性愛者の男性と関連づけられるようになった。
カナダでは1985年のカナダ権利と自由の憲章第15条の効果によりカナダ国内の同性愛者の権利運動が解放運動から訴訟戦略への変化が見られるようになった。憲章による保護と同性愛の普遍性の概念により、司法判断は次第に権利拡大へと動き、カナダ政府は同性愛結婚の合法化を余儀なくされた。同性愛者の結婚を阻むことにより、より意義深い変化の機会を損なう可能性があるという主張が、カナダの同性愛者の安全や尊厳、平等の拡張にとても効果を上げた。。

### 1987年 – 現在
|  | 同性愛を合法とする国       |  |                                       |
|  | 結婚1                      |  | 結婚は認められているが法的適用は無し1 |
|  | シビル・ユニオン           |  | 事実婚                                |
|  | 同性結婚は認められていない |  | 表現や団体の自由を法的に制限          |
|  | 同性愛を違法とする国       |  |                                       |
|  | 強制的罰則はない2          |  | 拘禁                                  |
|  | 終身刑                     |  | 死刑                                  |

一部の歴史家はゲイの権利運動の新しい時代は、AIDS危機とリーダーシップが弱まり多くの者にフォーカスが集まり出した1980年代にあると考えている。
この時代は 「AIDS Coalition to Unleash Power」（ACT UP、力を解放するエイズ連合） 、その分派の「Queer Nation」（en、クイア・ネーション、1990年）、「Lesbian Avengers」（en、レズビアン・アヴェンジャーズ、1992年）のような攻撃的で直接行動をするグループによる攻撃性が復活している。
一部の若い活動家は「ゲイとレズビアン」の表現がより規範的で慎重な表現だとして、すべての性的少数者やジェンダー格差のある人々からの挑発的な表現として「queer」（クイア）という言葉を使い始めた（この考えは、解放運動初期の人々が使った「gay」という言葉と同様である）。レズビアン、ゲイ、バイセクシャル、トランスの人々をまとめるより対立性の低い言葉の模索のなかでLGBTやLGBTQ、LGBTIといった頭字語が生まれた。
1990年代に入ると、1993年に設立され、1994年6月にアジアで初めてのゲイ・プライドマーチを行った「ProGay Philippines」をはじめとした組織が、日本や香港以外のアジア諸国でも生まれはじめた。
1990年代には多くのLGBT若年層の運動が起こり、LGBT若年向けのセンター開設や、高校生を対象とした「Gay-straight alliance」（en、ゲイ—ストレート・アライアンス）の設立、「Day of Silence」（en）といった特定分野の活動などが起こった。
またトランスジェンダー運動の急速な推進が1990年代に見られた。トランスジェンダーのレスリー・ファインバーグ（en）は1992年に『Transgender Liberation: A Movement Whose Time Has Come — The Story of Ben Wells』を著している。
インターセックスの組織として1993年に北米インターセックス協会、2003年に Organisation Intersex International がそれぞれ設立されている。
インドではヒジュラーの活動家が第三の性（en）の承認を求める運動を行い、ラテンアメリカでは Travesti （en）と呼ばれる人々が警察の迫害に対抗する組織を立ち上げた。またアメリカでは「Transexual Menace」のような直接対決をするグループが組織化された。
オランダは2001年に最初に同性結婚を認めた国となり、今日ではスウェーデン、アルゼンチン、アイスランド、ベルギー、カナダ、ノルウェー、南アフリカ共和国、スペイン、ポルトガルがそれに続き、アメリカ合衆国の一部：マサチューセッツ州、アイオワ州、コネティカット州、ヴァーモンド州およびニューハンプシャー州、コロンビア特別区(ワシントンD.C.)さらに2011年6月にはニューヨーク州でも認められた。同時期に行政機関の一部は同性愛を規制する法整備を行った。例えばテネシー州のレア は2006年に反同性愛条例案が提起されたが廃案になっている。やがて2015年6月26日、合衆国最高裁判所が「法の下の平等」を定めた「アメリカ合衆国憲法修正第14条」を根拠にアメリカ合衆国の全50州での同性結婚を容認する判決を下し（9名の裁判官のうち同性結婚に、5名が支持、4名が反対、「オーバーグフェル対ホッジス裁判」も参照）、事実上同国全土での同性婚の法制化が達成された。その他にも、アイルランド、イギリス、ウルグアイ、エクアドル、オーストラリア、オーストリア、コスタリカ、コロンビア、スイス、中華民国（台湾）、チリ、デンマーク、ドイツ、ニュージーランド、フィンランド、ブラジル、フランス、マルタ、メキシコの一部の州、ルクセンブルクで同性結婚が法制化されている。
2009年2月1日、アイスランドの女性政治家でレズビアンのヨハンナ・シグルザルドッティルが同国首相に就任。同性愛者を公言した世界初の国家首脳が誕生した。また彼女は、女性脚本家と結婚して、同性結婚をした世界初の国家首脳ともなった。
2009年10月22日、スウェーデン国教会は結婚（matrimony）の言葉の使用を含めて同性愛カップルを承認した。この承認は同年11月より有効となり、世界で初の事例となった。
2010年12月18日に。アメリカ軍にて1993年から軍隊において同性愛を質問/公言しない規則「Don't ask, don't tell」を撤回した。
2011年1月時点において、アメリカやカナダを含む多くの国々のトランスセクシャル、トランスジェンダー、インターセックスの人々はレズビアンやゲイと同じ保護を全て受けられる状態にない。ただし性別適合手術は広く健康保険によって賄われている。
2013年6月30日、ロシアで同性愛宣伝禁止法（未成年者の前で同性愛を宣伝する行為を禁じる法律）が制定。これに抗議する形で、翌2014年ソチオリンピックの開会式を複数の欧米諸国の首脳が欠席するなど政治的ボイコットを行った。
2018年にインド、2021年にブータンで同性愛が非犯罪化された。
2019年に世界初のフィクトセクシュアル運動組織が台湾で設立された。
2021年2月3日、アメリカ合衆国のジョー・バイデン内閣（民主党政権）で、ゲイを公言している元サウスベンド市長のピート・ブティジェッジが運輸長官に就任。同国で初の同性愛者の閣僚が誕生。

## 日本におけるLGBTの社会運動
日本にも米国のゲイ革命は影響し、1971年には東郷健がゲイであることを公表して、同性愛者の権利と存在を訴えて国政選挙に初立候補した。1979年には同性愛者を中心とした社会的少数者の政治団体、「雑民党」の前身「雑民の会」を結成した。また1970年代後半～80年代にかけて、多くのLGBT団体が生まれた（下記年表参照）。彼らは出版社などに働きかけ、差別的な表現などを是正するように申し入れていた。
日本のLGBT運動・団体の歴史
- 1971年、東郷健が同性愛者であることを公言して参議院選挙に初立候補。同性愛者の権利獲得と存在をアピールした。
- 1976年11月、ゲイ団体「日本同性愛者解放連合」が結成され、10人近いグループで数年間活動した。
- 1977年3月、「フロントランナーズ」が結成され6人前後のメンバーで数年間活動した。
- 1977年5月、既成のゲイ雑誌に不満を持つ人たちが、ゲイリベレーションを編集趣旨としてゲイマガジン「プラトニカ」を発刊。同誌を母体に「プラトニカ・クラブ」が結成され、1979年に最終4号を出して解散した。
- 1979年3月、このプラトニカから数人が参加してJGC（ジャパン・ゲイ・センター）を結成し、ミニコミの「GAY」を8号まで、「CHANGE」を2号まで出し、1982年に解散した。JGCはミニコミをメディアや文化人に送付したり、差別的な報道に抗議したりした。「CHANGE」は1981年8月号で「拝啓　伊藤文学殿」と題して、同性婚を否定し女性との婚姻を勧めるコラムを書いた薔薇族編集長伊藤文学（異性愛者）に抗議を行った。
- 1979年、東郷健が「雑民党」の前身の「雑民の会」を設立。
- 1978年、TBSラジオ『スネークマンショー』の「ウェンズデースペシャル」で、タックがパーソナリティを担当したゲイの番組がもとになり、ミニコミ「ウェンズデーニューズ」が発行され、「OWC（アウアズ・ワーク・コミュニティ）」というゲイ・グループが生まれた。
- 1981年、日本在住の外国人ゲイによる「イングリッシュ・スピーキング・オルタネート・ライフスタイル・サポートグループ」が結成された。途中で日本のゲイにも気軽に参加してもらおうと「東京ゲイサポートグループ」に改名し、1984年頃から機関誌「COMING OUT」を発行し、TEL相談、月数回のイベント開催などを行った。
- 1983年、ティーン中心のゲイサークル「CLASS」が結成され、会員数は40人程（当時）で東京（赤羽）と大阪（所在地は尼崎市）に本部があった。
- 1984年、IGA（国際ゲイ協会,現ILGA）日本支部発足。アドン編集長南定四郎氏がIGA（欧州に本部を置くゲイの国際団体）から依頼を受け、日本支部として活動開始。同年9月、IGA大阪発足、のちOGC（大阪ゲイ・コミュニティ）に改称し独立色強める。
- 1985年、東大阪市長瀬に「上方DJ倶楽部」が発足した。DJ形式でトークなどの様々な催しをカセットテープに収録し、ゲイのネガティブなイメージの一掃とアピールを目指した。
- 1986年3月、「動くゲイとレズビアンの会」（通称OCCUR）が結成。
- 1986年5月1日～3日、「IGA（インターナショナル・ゲイ・アソシエーション）日本」（代表・南定四郎,ILGA）が「第一回アジアゲイ会議」を開催した。
- 1990年2月、「東京都府中青年の家」に宿泊した「動くゲイとレズビアンの会」のメンバーがキリスト教団体や少年サッカー団体の少年・保護者らから嘲笑や誹謗されるなどトラブル発生。施設所長や都職員も不適切な対応。その後、翌年に予定していた二回目の宿泊の申し込みを拒否される（「府中青年の家事件」）。OCCURが東京都に抗議しメディアで取り上げられる。
- 1991年2月、「府中青年の家裁判」が起こされる。
- 1994年8月、ゲイ・パレードが日本で初開催される（フィリピン《6月》に続きアジアで2番目）。
- 1994年、「GAY-FRONT関西」(現G-FRONT関西)発足。
- 1997年、府中青年の家裁判で控訴審判決。動くゲイとレズビアンの会の訴えが全面的に認められ結審。
- 2011年 - ゲイの石川大我（現：参議院議員）が東京都豊島区議会議員に、ゲイの石坂わたるが同中野区議会議員に当選。
- 2012年、東京レインボープライド（TRP）が代々木公園で開催。以後、毎年4月か5月に開催。
- 2013年5月、民主党参議院議員の室井邦彦（比例区）が辞職したため、公職選挙法の規定により尾辻かな子元大阪府議会議員（レズビアン）が参議院議員に繰り上げ当選した[40][41]（同年7月の参議院選挙には出馬せず、任期満了）。同性愛者（LGBT）であることを公表した初めての国会議員の誕生。
- 2015年3月、同性カップルを結婚に相当する関係と認め、「パートナー」として婚姻届と同等として証明する東京都渋谷区の『渋谷区男女平等及び多様性を尊重する社会を推進する条例』が、渋谷区議会本会議で、賛成多数で可決、成立[42][43][44]。採決結果は、定数34のうち自由民主党区議ら計11人が反対した[42][43][44]。同条例は、男女平等や多様性の尊重をうたった上で、「パートナーシップ証明」を実施する条項を明記[42][43][44]。パートナーシップを「男女の婚姻関係と異ならない程度の実質を備える関係」と定義[42][43][44]。同性カップルがアパートの入居や病院での面会を断られるケースなどに配慮し、不動産業者や病院に、証明書を持つ同性カップルを夫婦と同等に扱うよう求めている[42][43][44]。条例の趣旨に反する行為があり、是正勧告などに従わない場合は、事業者の名前を公表する規定も盛り込まれている[42][43][44]。
  - 同年4月1日、東京都渋谷区が同性パートナーシップ宣誓制度を開始。全国で初[42][43][44]。
- 2017年10月、第48回衆議院議員総選挙投開票の結果、大阪2区から立憲民主党公認で出馬した元参議院議員の尾辻かな子が[45][46][47]自由民主党の左藤章に敗れ、次点の日本維新の会の椎木保より2万票近く下ったものの、比例復活で当選を果たした[48]（2021年10月の第49回総選挙で、落選）。
- 2019年7月、第25回参議院議員通常選挙投開票の結果、比例代表に立憲民主党公認で立候補した石川大我（ゲイ）が[49]初当選した[50]。石川は尾辻かな子に続き[51]、日本において同性愛者（LGBT）であることを公表している2番目の国会議員となった。
- 2021年3月、2019年2月に北海道内のカップル3組6人が同性同士の法律婚を認めないのは憲法違反として慰謝料の支払いを国に要求した訴訟の判決で、札幌地方裁判所（武部知子裁判長）は原告の請求を棄却するも、法の下の平等を定めた憲法14条に照らし、「同性婚禁止は違憲」との判断を下した[52]。これに対し、加藤勝信内閣官房長官（菅義偉内閣）は同日午後の定例記者会見で、「現段階では確定前の判決であり、また他の裁判所に継続中の同種訴訟もある。そうした訴訟の判断も注視していきたい」「政府としては、婚姻に関する民法の規定が憲法に反するものとは考えていない」と述べた。一方、税制や相続面での不利益の是正に関しては「判決の詳細について承知していないと申し上げたが、今後、法務省などで精査することになる」とも述べた[53]。
- 同月、同性カップルにおける不貞行為をめぐる慰謝料請求訴訟において、請求を認容した第一審（宇都宮地方裁判所真岡支部（中畑洋輔裁判官））[54]、控訴審（東京高等裁判所（秋吉仁美裁判長））[55]に続き、最高裁判所が上告を棄却したことで、「同性カップル間でも内縁関係が成立する」との司法判断が確定した[56]。

## 批判
LGBTの運動は様々な個人や団体から反対を受けてきた。反対は個人的、道徳的、政治的、宗教的な観点で同性愛者の権利や同性愛関係、同性愛の人々に対して向けてられてきた。同性間の関係は結婚ではないという主張や、複婚のために同性結婚は用意されているとの主張、不自然であるからという主張、不健全な行動で結びついているからという主張が具体的な主張としてある。
一部の社会的慎重派は、異性間以外の関係はいずれも伝統的な家庭の形を損なうものと信じ、
子供は父母両方のある家庭で育てるべきだと考えている。
1990年代には「脱ゲイ運動」（Ex-gay movement）の設立が見られた。
また、個人の言論の自由や職場における信教の自由教会運営の権利、慈善団体、その他の宗教組織の社会的または文化的観点でLGBTの権利を反対すると衝突する事象も見られた。 また同性愛の受け入れによって同性結婚式の開催や税控除の喪失を懸念する宗教団体もある。

### 教育の観点での批判
『A Radical Rethinking of Sexuality and Schooling: Status Quo or Status Queer?』の著者エリック・ローフス（en）は
公立学校で同性愛を授業に含めることはレズビアンやゲイの個人について一般の思考における転換の重要な役割を果たすと主張している。公立学校の教師であったローフスはゲイの公表を決めた後に教師の職を解かれたことがその裏付けであると指摘している。ゲイの教師を公表したことによって、彼は同性愛についての公的な支持に関して、重要な変化を起こすには公共面において急進的な変化が必要性を感じたと述べている。ローフスによると、急進的なアプローチは「何らかの基本的なものが確実で抜本的なものに変化を引き起こす」信念に根付くとしている。ローフスの急進的なアプローチはジョン・ブリッグスをはじめとした反同性愛権利の活動家から強い反発を受けた。カリフォルニア州の元上院議員ジョン・ブリッグスは自身が信じる 「児童心理への毀損」から児童を守るために、公立学校にゲイまたはレズビアンの教師やカウンセラーや共にゲイの権利を擁護を表明する教師達を州が解雇できる州法の施行を問う住民投票の実施に関する議案6を提出した。これにより性教育のカリキュラムからの同性愛の除去や、さらに性逸脱のカウンセリングプログラムの公立学校での実施によって、性的指向の受け入れを助けるカウンセリングを受けていた生徒は孤立や疎外を次第に感じる影響が表れた。「Out There」や「Committee for Gay Youth」といった若年層の同性愛者プログラムの設立をローフスは行い、性的指向の確立を助ける補助プログラムの重要さを強調していた。
『Sex, Youth, and Sex Education: A Reference Handbook』の著者デヴィット・キャンポスは公立学校における性教育プログラムを提唱を行った人物である。多くのゲイ権利の支持者は、異性愛者以外の存在について広い見識を持った生徒を育てるような性的指向の多様性を教える必要性を主張している。しかしながら、学校の実践ポリシーは周囲の環境やゲイ・レズビアン・バイセクシャル、トランスジェンダーのための児童養護サポートを理解しながら安全な学校を作ることだとしながらも、キャンポスは性教育のカリキュラム単体では性的指向に関する要因について若者に教えられないとも認めている。学校が公平に性的指向についての実例に基づく情報や同性愛の若者が支援的カウンセリングプログラムを提供すれば、同性愛を社会が扱う方法が変化していくというとも指摘している。多くのLGBTの社会運動の反対者は同性愛に関する非積極的姿勢は、同性愛者個人が子供に不道徳な価値観を植え付けるかもしれないということが原因だとしている。この主張に対して、多くの同性愛教育拡大の支持者は教育者がセクシャリティについて教えることを完全に控えるべきだと示唆している。著書『Gay and Lesbian Movement』にてマーガレット・クリュックシャンク（Margaret Cruickshank）は Harris and Yankelvoich の統計データを示して80%以上の成人アメリカ人は公立学校でセクシャリティについての授業をうけるべきだと考えていると指摘している。また更に75%の親が同性愛や妊娠中絶は同様にカリキュラムに取り入れるべきだという結果も指摘している。カリフォルニア州の公立学校システムにおいて学校で子供が教えられたセクシャリティについて誤った教育を受けていたとする親は実際には2%であったという結果が出た